# Ii Naokatsu
Ii Naokatsu est un nom japonais traditionnel ; le nom de famille (ou le nom d'école), Ii, précède donc le prénom (ou le nom d'artiste).
Ii Naokatsu (井伊 直勝, 1590 - 24 août 1662) est un daimyo de l'époque d'Edo au service du clan Tokugawa, aussi connu sous le nom d'Ii Naotsugu. Naokatsu devient chef de famille après la mort de son père en 1602. Sous les ordres de Tokugawa Ieyasu, Naokatsu achève la construction du château de Hikone en 1606 et, de là, passe au château de Sawayama quand il est en grande partie achevé. En 1614, comme Naokatsu est malade, il envoie son frère Naotaka combattre au siège d'Osaka. Naokatsu lui-même est affecté à Annaka où il entreprend des travaux de sécurisation dans la région de Kantō. Après le siège d'Osaka, Tokugawa Ieyasu récompense Naotaka, le jeune frère de Naokatsu  avec le titre de chef de la famille Ii et permet à Naokatsu de former une branche familiale avec des possessions dans le han d'Annaka dans la province de Kozuke, d'une valeur d'environ 30 000 koku. Naokatsu prend sa retraite en 1632 et passe le titre de chef de famille à son fils Naoyoshi. Il meurt dans la province d'Ōmi en 1662.
Ses descendants sont déplacés à plusieurs reprises avant d'avoir leurs possessions fixées au domaine d'Itoigawa dans la province d'Echigo.

## Source de la traduction
- (en) Cet article est partiellement ou en totalité issu de l’article de Wikipédia en anglais intitulé « Ii Naokatsu » (voir la liste des auteurs).